# Movimento 57
57 - Movimento di Cultura Portoghese (in portoghese: 57 - Movimento de Cultura Portuguesa) è stato un movimento culturale e filosofico portoghese, che ebbe come suo organo di diffusione l'omonima rivista 57, pubblicata tra il 1957 e il 1962.

## 57 e «Filosofia Portoghese»
Il Movimento 57 fu di una delle manifestazioni più caratteristiche del più vasto e duraturo Movimento della Filosofia Portoghese, il quale ebbe iniziò nel 1943 con la pubblicazione del libro O Problema da Filosofia Portuguesa di Álvaro Ribeiro, e che continuò ad esistere anche nei decenni successivi. Per questo, sebbene il Movimento 57 non coincida del tutto con quello della Filosofia Portoghese, quello può essere considerato come una forma assunta da questo in un determinato periodo, il quale corrisponde agli anni di pubblicazione della menzionata rivista.
Membri del Movimento 57 furono Álvaro Ribeiro, José Marinho, António Quadros, Orlando Vitorino, Afonso Botelho, António Telmo, Francisco Sottomayor, António Braz Teixeira, Azinhal Abelho e Pinharanda Gomes.

## Proposta culturale
Coerentemente con la visione culturale del Movimento della Filosofia Portoghese, interpretando aspetti dell'esistenzialismo e sentendosi erede del Romanticismo, della Renascença Portuguesa e della Generazione di Orpheu, il Movimento 57 affermò l'esistenza di una filosofia nazionale portoghese e difese l'idea di patria, contro lo stranierismo filosofico e l'assenza di profondità filosofica che il movimento stesso riteneva a quel tempo essere imperanti nelle università e nella letteratura portoghese ispirata dal modernismo della rivista Presença.